# 仇討選手
『仇討選手』（あだうちせんしゅ）は、内田吐夢監督による日本のサイレント映画、剣戟映画。1931年（昭和6年）製作・公開。第二次世界大戦後、テレビ映画で4度リメイクされ、うち1981年版は舞台化された。本項では、リメイク版・舞台版についても詳述する。

## あらすじ
足軽・柴野又助に父・辰三を斬り殺された植木職人の由松は、赤穂浪士に憧れる殿様の命令により、仇討ちの旅に出た。苦難の末に仇を討ち果たして帰郷した由松は、許嫁のお静が家老・下坂八郎次の妾にされたことを知る。口論の最中に下坂がお静を斬り殺したため、由松は下坂を斬る。殿様は下坂の息子に仇討ちを命じ、果たし合いが行われるが、彼を殿様たちの操り人形にはさせるまいと考えた由松はそれを返り討ちに遭わせ、自ら切腹した。

## 概要
内田吐夢は現代劇監督として「傾向映画」と呼ばれるプロレタリア映画を制作していたが、厳格化する検閲から逃れるため、舞台を現代から江戸時代に移した本作を撮影した。
本作の上映用プリントは唯一、大阪芸術大学が29フィート（約29秒）分のフィルムを復元・公開している。2時間弱という長尺の映画であったが、このわずかな部分以外、現状では観賞することはできない。

## スタッフ・作品データ
- 監督 - 内田吐夢
- 原作・脚色 - 小林正
- 撮影 - 松沢又男
- 助監督 - 荒井良平、末岡武郎
- 製作 : 日活太秦撮影所
- 上映時間（巻数 / メートル） : 116分[2]（14巻 / 3,176メートル）
- フォーマット : 白黒映画 - スタンダードサイズ（1.33:1） - サイレント映画
- 初回興行 : 浅草・富士館

## キャスト
- 大河内伝次郎 - 由松
- 三桝豊 - 辰三
- 山田五十鈴 - お静
- 小松みどり - お静の母
- 佐久間妙子 - お蔦
- 村田宏寿 - 柴野又助
- 斎藤紫香 - 陣太
- 清水俊作 - 殿様
- 高木永二 - 下坂八郎次
- 川越一平 - 床屋のおやじ
- 田村邦男 - 講釈師

## テレビ映画

### 1959年版
『仇討選手』（あだうちせんしゅ）は、1959年（昭和34年）に製作・放映された日本のテレビ映画。同年3月1日に開局したてのフジテレビで放送。前篇・後篇と2週に分けて放映された。
- 製作・放映 : フジテレビジョン
- 放送日 : 1959年3月2日 / 同年3月9日
- 放送時間 : 19時00分 - 19時30分
- 原作 : 小林正
- 出演 : 久松保夫、高原駿雄、白銀道子、新井和夫、相沢治夫、野々村潔、中村彰

### 1963年版
『仇討選手』（あだうちせんしゅ）は、1963年（昭和38年）に製作・放映された日本のテレビ映画。『日本映画名作ドラマ』の1篇として製作された。
- 製作・放映 : 日本教育テレビ（NET、現在のテレビ朝日）
- 放送日 : 1963年8月25日
- 放送時間 : 22時00分 - 23時00分
- 原作 : 小林正
- 脚本 : 猪俣勝人
- 監督 : 土屋達一郎
- 出演 : 中村梅之助、北条きく子、中村栄二、多々良純、飯田覚三、福島嘉久

### 1969年版
『仇討選手』（あだうちせんしゅ）は、1969年（昭和44年）に製作・放映された日本のテレビ映画。一話完結のテレビ映画『仇討ち』の第16話として製作された。
- 製作 : 東京映画、東京放送（TBS、現在のTBSテレビ）
- 放映 : TBS
- 放送日 : 1969年1月15日
- 放送時間 : 20時00分 - 20時56分
- 原作 : 小林正
- 脚本 : 木下亮
- 監督 : 木下亮
- 出演 : あおい輝彦、豊浦美子、久里千春、谷幹一

### 1981年版
『仇討選手』（あだうちせんしゅ）は、1981年（昭和56年）に製作・放映された日本のテレビ映画。『時代劇スペシャル』の1篇として製作された。
ラストは映画版とは異なり、由松はお蔦との逃避行の末に討ち手を返り討ちにし、仇討ちは嫌だと泣く幼い下坂の息子と共に武士をやめて三人で旅立つというハッピーエンドになっている。

#### スタッフ・放映データ
- 製作 : 国際放映、フジテレビジョン
- 放映 : フジテレビ
- 放送日 : 1981年9月25日
- 放送時間 : 20時02分 - 21時48分
- 原作 : 小林正
- 脚本 : 鈴木尚之
- 監督 : 小山幹夫
- 音楽 : 菊池俊輔

#### キャスト
- 堺正章 - 植木由松（植木職人。仇討ちのため武士に取り立てられる）
- 森下愛子 - お静（由松の許嫁）
- 山口果林 - お蔦（江戸への道中で由松と知り合う）
- 秋野太作 - 柴野又助（由松の父・辰三を殺した仇）
- 安井昌二 - 下坂（高須藩家老）
- 音無真喜子 - お花（お蔦の妹）
- 東野英心 - 大山伊賀守（美濃高須藩主）
- 人見きよし - 浪川
- 三條美紀 - おたか
- 車だん吉 - 八助
- 小田切みき - お滝
- 松本朝夫 - 鬼頭（高須藩江戸留守居役）
- 山下洵一郎 - 山西
- うえずみのる - 陣太（お蔦の子分）
- 木田三千雄 - 藤吉（お蔦とお花の父親、又助に助けられる）
- 幸田宗丸 - 久兵衛
- 小笠原弘 - 重臣
- ラビット関根 - 瓦版売り
- 小堺一機 - 瓦版売り
- 池田まさる - 瓦版売り

| フジテレビ 月曜19時台前半枠 | フジテレビ 月曜19時台前半枠             | フジテレビ 月曜19時台前半枠           |
| 前番組                      | 番組名                                  | 次番組                                |
| --------------------------- | --------------------------------------- | ------------------------------------- |
| （開局前）                  | 仇討選手（1959年版） （1959.3.2 - 3.9） | 消えた女 （1959.3.16）                |
| NET 日本映画名作ドラマ      |                                         |                                       |
| 貸間あり （1963.8.18）      | 仇討選手（1963年版） （1963.8.25）      | 子供の目 （1963.9.1）                 |
| TBS 仇討ち（水曜20時枠）    |                                         |                                       |
| 幕末無頼 （1969.1.8）       | 仇討選手（1969年版） （1969.1.15）      | 返り討ち崇禅寺馬場 （1969.1.22）      |
| フジテレビ 時代劇スペシャル |                                         |                                       |
| 岡っ引どぶ （1981.9.18）    | 仇討選手（1981年版） （1981.9.25）      | 清水次郎長 勢揃い清水港 （1981.10.2） |

## 演劇
『忠臣蔵症候群 仇討ちでござる』（ちゅうしんぐらしょうこうぐん あだうちでござる）は、1999年（平成11年）製作・上演、堺正章主演による剣劇芝居。1931年（昭和6年）のサイレント映画『仇討選手』、ならびにそれを原作として堺が主演したテレビ映画『仇討選手』のスピンオフ。
- 上演期間 : 1999年5月1日 - 同年5月27日
- 興行 : 日本橋浜町・明治座
- 原作 : 小林正、鈴木尚之
- 脚本 : 下山啓
- 演出 : 吉本哲雄
- 出演 : 堺正章、植木等、真屋順子、麻丘めぐみ、中山忍、渡辺めぐみ、江原真二郎、青山良彦、阿藤海、小宮孝康、星セント、石見栄英、赤城太郎

## 註
1. ↑  Archived 2018年6月15日, at the Wayback Machine.
2. ↑  Film Calculator Archived 2008年12月4日, at the Wayback Machine.換算結果、コダック、2010年1月8日閲覧。